# Jean-Guy Noël
Pour les articles homonymes, voir Noël (homonymie).
Jean-Guy Noël est un cinéaste et écrivain québécois né le 2 octobre 1945 à Saint-Laurent  au Québec (Canada). 

## Œuvres
Films:
- Zeuzère de Zégouzie (1970)[1]
- Elle était une fois une autre fois (1971)[1]
- Tu brûles... tu brûles... (1973)
- Ti-Cul Tougas (1976)
- Mardi - Un jour anonyme (1978)
- Contrecœur (1980)
- Tinamer (1987)
- Embrasse-moi, c'est pour la vie (1993)

Livres:
- Les seins d'une femme jalouse (nouvelles, 1999)
- La famille Grenouille (roman, 2000)
- Merci de ne pas m'avoir tuée (roman, 2003)
- Un homme est un homme (roman, 2004)
- Sophie Chiasson: Droit devant (récit biographique, 2006)  (ISBN 9782764802472)

## Honneurs
- 1976 -  Prix L.-E.-Ouimet-Molson, Ti-Cul Tougas